# Daniel Osorno
Daniel Osorno Calvillo (né le 16 mars 1979 à Guadalajara) est un footballeur mexicain au poste d'attaquant. Il est surnommé « O Dani Boy ». 
Il a joué pour le CF Atlas et pour l'équipe nationale du Mexique.

## Clubs
- 1997-2003 : Atlas  Mexique
- 2003-2004 : CF Monterey  Mexique
- 2004 : Atlas  Mexique

## Équipe nationale
- 59 sélections et 13 buts en équipe du Mexique entre 1999 et 2006